# Cheilosis

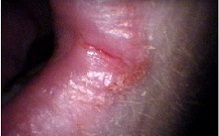
Cheilitis angularis

Als Cheilosis (aus altgriechisch χεῖλος cheilos, deutsch ‚Lippe‘ und -osis ‚nichtentzündliche Erkrankung‘) oder Mundwinkelstomatitis werden verschiedene Erkrankungen und Veränderungen der Lippen bezeichnet. Die Verwendung ist nicht einheitlich. Laut Altmeyer ist damit meist die charakteristische Veränderung der Haut der Lippen bei Ariboflavinose (Vitamin-B2-Mangel) gemeint. Die Cheilosis kann auch bei einem Folsäure-Mangel zusammen mit Durchfall, Stomatitis und einer megaloblastischen Anämie auftreten. Daneben wird der Terminus von einigen Autoren synonym zu Mundwinkelentzündung verwendet. Auch bei Bulimiepatienten tritt gehäuft als Folge des Erbrechens eine Cheilosis (gerötete, trockene und rissige Lippen) auf. Der Begriff wird vom Begriff Cheilitis, der eine Entzündung der Lippe bezeichnet, nicht klar getrennt.
Eine weitere so bezeichnete Krankheit ist die Cheilosis actinica oder Cheilitis abrasiva praecancerosa, eine schmerzhafte Rötung und Schwellung der Lippen mit Schuppung und Rhagadenbildung, die meist bei älteren Männern auftritt, die jahrzehntelang intensiver Sonnenbestrahlung ausgesetzt waren. Das analoge Krankheitsbild der Haut wird als Keratosis solaris bezeichnet. Auch bei der Cheilosis actinica findet sich nicht selten bereits das Anfangsstadium eines Plattenepithelkarzinoms.